# Астрагал днепровский
Астрагал днепровский (лат. Astragalus borysthenicus) —— травянистое растение рода Астрагал семейства Бобовых.

## Распространение и экология
Произрастает на территории Днепропетровской, Одесской, Запорожской, Николаевской, Херсонской и Донецкой области Украины. Встречается также в Крыму.
Произрастает на песчаных и супесчаных склонах по берегам Чёрного и Азовского морей и морских лиманов.

## Биологическое описание
Травянистое стрижнево-корневое растение 20-100 см высотой. Стебли многочисленные, толстые, разветвленные, восходящие.
Листья непарноперистые, листочки продолговатые, ланцетные, реже эллиптические и продолговато-эллиптические, 4-21 мм длиной, 1,5-5 мм шириной. Гроздья головчатые, густые, эллиптические или продолговатые, на пазушных, в 1,5-3 раза больше одного листа цветоносах. Чашечка колокольчиково-трубчатая или трубчатая, 6-10 мм длиной с шиловидными, короче её трубку зубцами, густо опушенная белыми и черными прижатыми волосками. Венчик 25-30 мм длиной, темносине-пурпурный. Флажок венчика продолговато-яйцевидный, с ноготкам 4-5 мм длиной.
Бобы 9-18 мм длиной, эллиптические, продолговато-эллиптические, продолговатые, с длинным носиком, двухгнездые, опушенные прижатыми белыми волосками.
Семена до 2 мм длиной, округло-почковидные, коричневые. Цветет в мае-августе, плодоносит в июне-августе. Размножается семенами.

## Охрана
Астрагал днепровский занесён в Красную книгу Украины, а также отдельно в Красные книги Одесской и Днепропетровской областей. Занесён в Европейский красный список. Охраняется на косе Бирючий Азово-Сивашского НПП.